# Gospodarske zgrade Haulikova ljetnikovca
Gospodarske zgrade Haulikova ljetnikovca su kompleks gospodarskih zgrada uz ljetnikovac zagrebačkog nadbiskupa Jurja Haulika.
Pretpostavlja se da su izgrađene istodobno s ljetnikovcem, u periodu od 1839. do 1840. godine. Danas se koristi kao zgrada Instituta za mljekarstvo i stočarstvo Agronomskog fakulteta Sveučilišta u Zagrebu.